# مرکز دوچرخه‌سواری بی‌ام‌اکس المپیک ریو دو ژانیرو

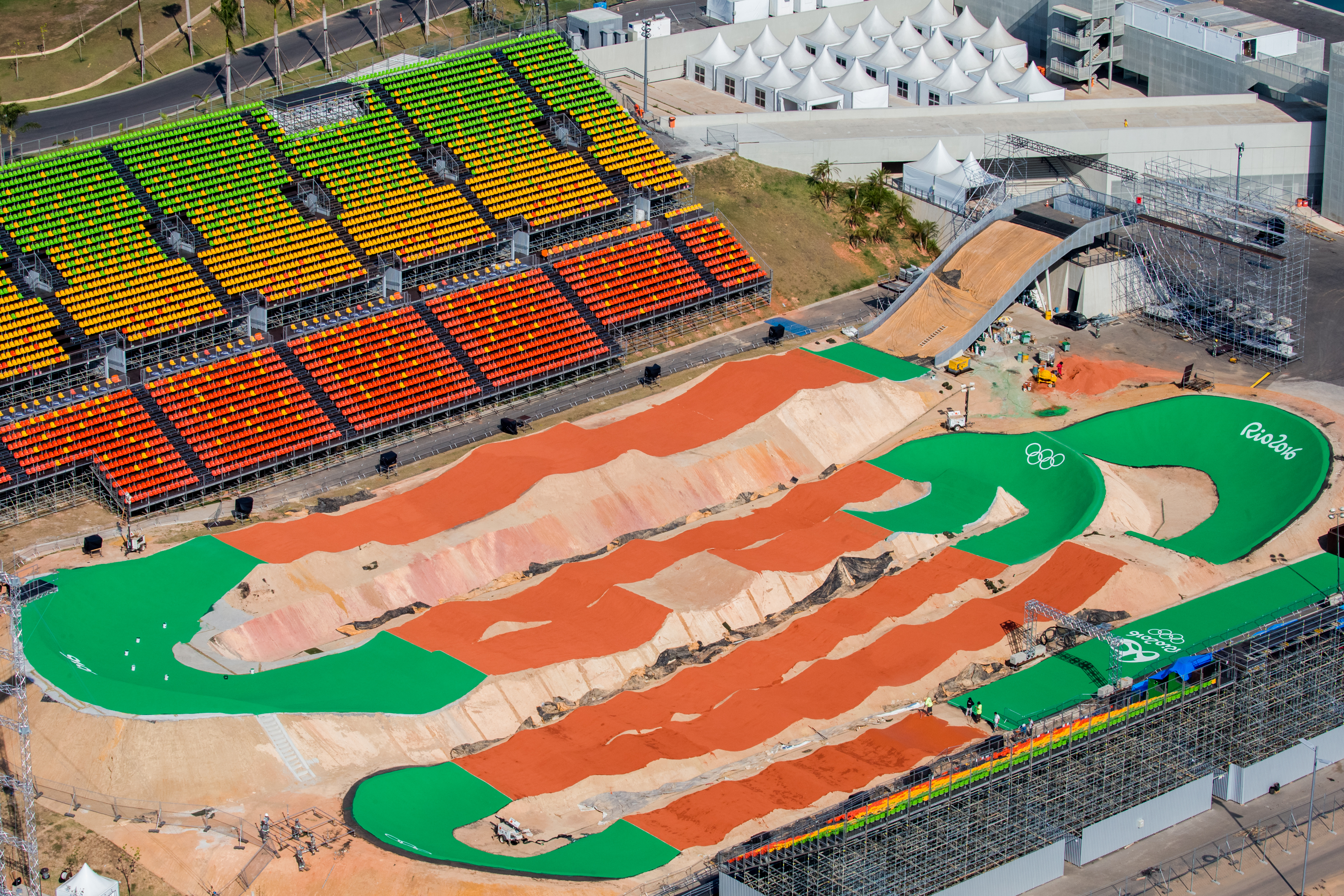
رکز دوچرخه‌سواری بی‌ام‌اکس المپیک

مرکز دوچرخه‌سواری بی‌ام‌اکس المپیک (انگلیسی: Olympic BMX Center) یک ورزشگاه مخصوص دوچرخه‌سواری بی‌ام‌اکس در ریودو ژانیرو، برزیل است.
این ورزشگاه که ظرفیت آن ۷٬۵۰۰ نفر است میزبان مسابقات دوچرخه‌سواری بی‌ام‌اکس بازی‌های المپیک تابستانی ۲۰۱۶ می‌باشد.